# (2529) Rockwell Kent
(2529) Rockwell Kent (1977 QL2) – planetoida z pasa głównego asteroid okrążająca Słońce w ciągu 4,04 lat w średniej odległości 2,53 j.a. Odkryta 21 sierpnia 1977 roku.